# Serafino Cretoni
Serafino Cretoni (ur. 4 września 1833 w Soriano, zm. 3 lutego 1909 w Rzymie) – włoski duchowny katolicki, dyplomata, wysoki urzędnik Kurii Rzymskiej, kardynał.
Studiował na Papieskim Ateneum S. Apolinare, gdzie uzyskał doktorat z teologii. Znał biegle języki: angielski, francuski, grecki i hiszpański. Święcenia kapłańskie przyjął w 1857, a następnie został profesorem Ateneum "De Propaganda Fide". W czasie Soboru watykańskiego I pełnił funkcję sekretarza do spraw orientalnych. Kanonik bazyliki liberiańskiej i bazyliki watykańskiej, archiwista Kongregacji Rozkrzewiania Wiary. Od 21 maja 1878 był prałatem domowym Jego Świątobliwości, a od 1879 podsekretarzem w Sekretariacie Stanu. Był też od 1880 sekretarzem w Kongregacji Rozkrzewiania Wiary (sekcja ds. Kościołów Wschodnich). Od 20 marca 1889 asesor w Świętym Oficjum.
16 stycznia 1893 otrzymał nominację na tytularnego arcybiskupa Damasco. Konsekrowany 5 lutego w Rzymie przez kardynała Raffaele Monaco La Valletta. 9 maja tego samego roku objął obowiązki nuncjusza w Hiszpanii. Urząd ten pełnił do 1900 roku, kiedy to został prefektem Świętej Kongregacji Obrzędów. W roku 1896 otrzymał kapelusz kardynalski. Prefekturę dzierżył do śmierci. Brał udział w konklawe 1903. Pochowany na cmentarzu Campo Verano.